# Harka (település)
Harka (németül: Harkau) község Győr-Moson-Sopron vármegyében, a Soproni járásban.

## Fekvése
Magyarország északnyugati részén, az Alpokalján, Soprontól 5 kilométerre délre, közvetlenül az osztrák határ mellett helyezkedik el.
A határ magyar oldalán csak két települési szomszédja van: észak felől Sopron, kelet felől pedig Kópháza. Délkeleti szomszédja Sopronkeresztúr (Deutschkreutz), délnyugat felől pedig Hasfalva (Haschendorf) és Sopronnyék (Neckenmarkt) településekkel határos.
Átlagos tengerszint feletti magassága 204 méter. Sopron felől közelítve a faluba, a Harkai-csúcs (régi nevén Kogelberg) képe tárul elénk. A 276 méter magas domb kőzete gneisz, területe természetvédelmi oltalom alatt áll. Fontosabb botanikai értékei közé tartozik a védett szártalan bábakalács (Carlina acaulis).

### Megközelítése
Csak közúton közelíthető meg, Sopron belvárosa, illetve az M85-ös autóút és a 84-es főút csomópontja felől, mindkét irányból a 8645-ös úton. Korábban egy mellékút révén közvetlen összeköttetése volt Kópházával is, de azt a mellékutat az M85-ös építésével kettévágták, így Kópháza felől Harka ma már csak az előbb említett csomóponton keresztül érhető el.
Vasútvonal nem érinti, ennek ellenére a közelében húzódó Sopron–Szombathely-vasútvonalnak korábban volt Harka vasútállomása (soproni területen, a 8645-ös út vasúti keresztezésétől nem messze), amit csak az utóbbi években[mikor?] szüntettek meg, az alacsony kihasználtsága miatt. A legközelebbi vasúti csatlakozási lehetőséget azóta Sopron vasútállomás kínálja. Erre vezették volna az 1847-ben tervezett Sopron-Kőszeg-Szombathely-Rum-Zalavár-Nagykanizsa vasutat.

## Nevének eredete
A falu neve „Villa Harka” formában fordul elő először. Eredete a „horka” magyar méltóságnévre megy vissza, a nevet a bírói hatalmat viselő Tétény vezér fiától kapta.
Németül a település neve Harkau. Horvátul két neve van. A fertőhomoki horvátok Horkának, a kópháziak Huorkának hívták.

## Története
- A falu nevének első írásos említése egy Székesfehérváron 1245 májusában kelt adománylevélben található, amelyet IV. Béla adott ki. Harka környéke már a rómaiak korában lakott terület volt.
- A 18. század végén Harka a környék egyik leggazdagabb településének számított. Ezért 1783-ban Nagy György megalapította az országos hírűvé vált Harkai Nemesi Akadémiát, ahol az ifjú magyar nemesek fél év alatt elsajátíthatták a német nyelvet.
- 1809-ben tűzvész pusztította el a település északi részét, csak a templom és a paplak élte túl a lángok perzselését.
- Az első világháborút lezáró trianoni békeszerződés Ausztriának ítélte Harkát is, de a soproni népszavazással Harka visszakerült Magyarországhoz, habár a lakosság 90%-a Ausztria mellett voksolt.
- A második világháborút követően 799 német ajkú lakost telepítettek ki.
- A település nevét 1947-ben a község országgyűlési képviselője, a később koncepciós per áldozatává vált Rajk László belügyminiszter segítségével tévedésből (német eredetű névnek hitték), a törvényeket megkerülve Magyarfalvára változtatták, a helyiek tiltakozása ellenére. 1947. szeptember 28-án az átkeresztelési ünnepségen részt vett Rajk László is, ő volt a nap szónoka.[forrás?]
- Egy helyi népszavazás után, majd 43 év múlva, 1990. április 1-jén a falu újra visszakapta az ősi, Harka nevet.

## Közélete

### Polgármesterei
- 1990–1993.04.: Matyi Istvánné (független) [5]
- 1993.05–1994: Töreki István (független) (Matyi Istvánné tartós akadályoztatása miatt megbízott alpolgármesterként)
- 1994–1998: Töreki István (független)[6]
- 1998–2002: Töreki István (független)[7]
- 2002–2006: Rombai László (független)[8]
- 2006–2010: Szabó Károly (független)[9]
- 2010–2014: Szabó Károly (független)[10]
- 2014–2019: Szabó Károly (független)[11]
- 2019–2024: Duschanek Péter (független)[12]
- 2024– : Duschanek Péter (független)[1]

## Intézmények
- Harkai Kerekerdő Óvoda És Bölcsőde
- Harkai Pantzer Gertrúd Általános Iskola
- Szabó Károly Könyvtári, Információs és Közösségi Hely

## Népesség
A település lakónépességének változása:
| Lakosok száma | 1772 | 1836 | 1885 | 2003 | 2299 | 2395 | 2818 | 3046 | 2998 | 3239 |
|               | 2010 | 2012 | 2013 | 2015 | 2017 | 2018 | 2020 | 2022 | 2023 | 2025 |

Harka népességének alakulása 1870-tól 2020 -ig
A 2011-es népszámlálás során a lakosok 89%-a magyarnak, 0,2% cigánynak, 0,5% horvátnak, 0,2% lengyelnek, 5,8% németnek mondta magát (10,8% nem nyilatkozott; a kettős identitások miatt a végösszeg nagyobb lehet 100%-nál). A vallási megoszlás a következő volt: római katolikus 55,4%, református 4,2%, evangélikus 9,4%, görögkatolikus 0,1%, felekezeten kívüli 9,1% (20,3% nem nyilatkozott).
2022-ben a lakosság 90,5%-a vallotta magát magyarnak, 6,3% németnek, 0,5% horvátnak, 0,2% cigánynak, 0,2% szlováknak, 0,2% lengyelnek, 0,1-0,1% szlovénnek és románnak, 2,7% egyéb, nem hazai nemzetiségűnek (9,1% nem nyilatkozott; a kettős identitások miatt a végösszeg nagyobb lehet 100%-nál). Vallásuk szerint 38,7% volt római katolikus, 7,4% evangélikus, 3,1% református, 0,5% görög katolikus, 0,7% egyéb keresztény, 1% egyéb katolikus, 9,8% felekezeten kívüli (38,8% nem válaszolt).

## Látnivalók
- Árpád kori római katolikus templom (1309, Szent Péter és Pál nevére szentelve)
- 1787-ben épült evangélikus templom, melynek barokk orgonája 1819-ből, tornya pedig 1886-ból származik
- Millenniumi emlékmű (1896)
- I. és II. világháborús hősi emlékmű (1923)
- Liszt Ferenc-szobor
- Evangélikus múzeum
- Harangláb
- „Magyarok maradtunk” – a Soproni népszavazás emlékműve
- Istenszéke hegytető (Kr. e. VII. században épült földvár maradványaival)

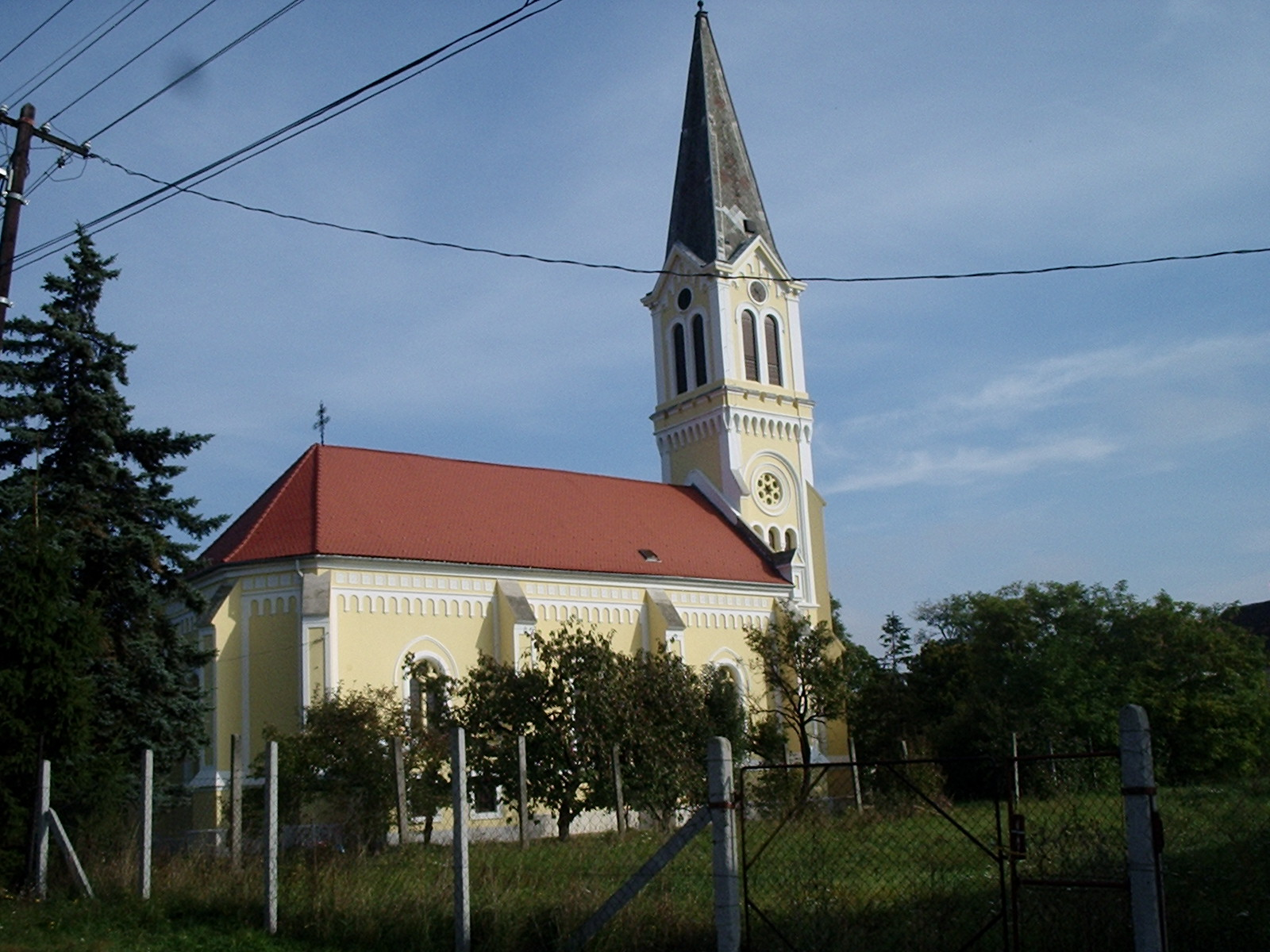
Az 1787-ben épült evangélikus templom, melynek barokk orgonája 1819-ből, tornya pedig 1886-ból származik

## Ismert személyek
- Itt élt egy időben Kövesdi-Nagy József (1922–1976) festőművész.